# Bases y refugios antárticos de Brasil

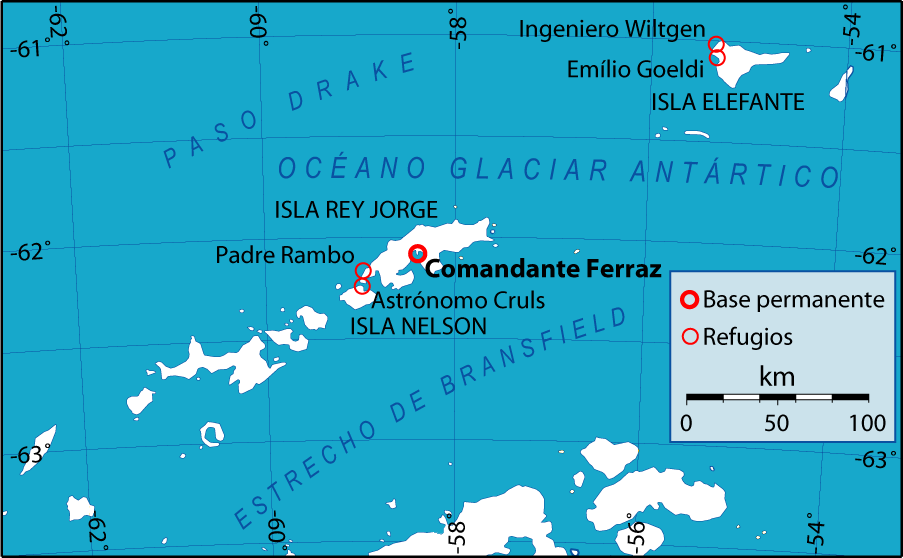
Ubicación de la Base y refugios antárticos de Brasil en las Islas Shetland del Sur.

Brasil ha demostrado un importante interés en la Antártida en las últimas décadas, efectuando investigaciones científicas para lo cual ha instalado una base permanente, Comandante Ferraz, y 4 refugios en las islas Shetland del Sur. 
Las actividades científicas son desarrolladas por varias universidades e institutos, apoyadas por el CNPq, se agrupan en ciencias de la atmósfera, de la vida, de la Tierra y geofísica de la Tierra sólida, abarcando las siguientes áreas del conocimiento:
Meteorología, geología continental y marina, oceanografía, biología, astrofísica, geomagnetismo y geofísica nuclear.
La marina de Brasil, por medio de la Dirección de Hidrografía y Navegación, realiza actividades de cartografía, editando dos cartas náuticas, una de la bahía Almirantazgo y otra de la bahía Fildes (o Maxwell), zonas de mayor afluencia de barcos en las islas Shetland del Sur. Previamente, el Navío Oceanográfico Almirante Câmara, de la Dirección de Hidrografía y Navegación, junto con Petrobrás, ejecutó labores geofísicas en el Estrecho de Bransfield, el paso Drake y el mar de Bellingshausen.

## Base Comandante Ferraz

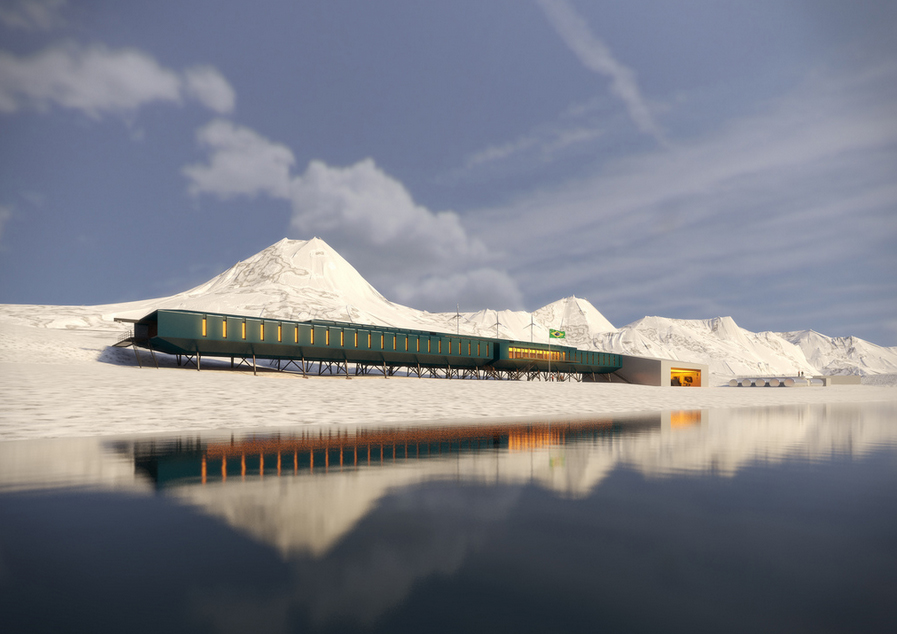
Estação Antártica Cmte. Ferraz

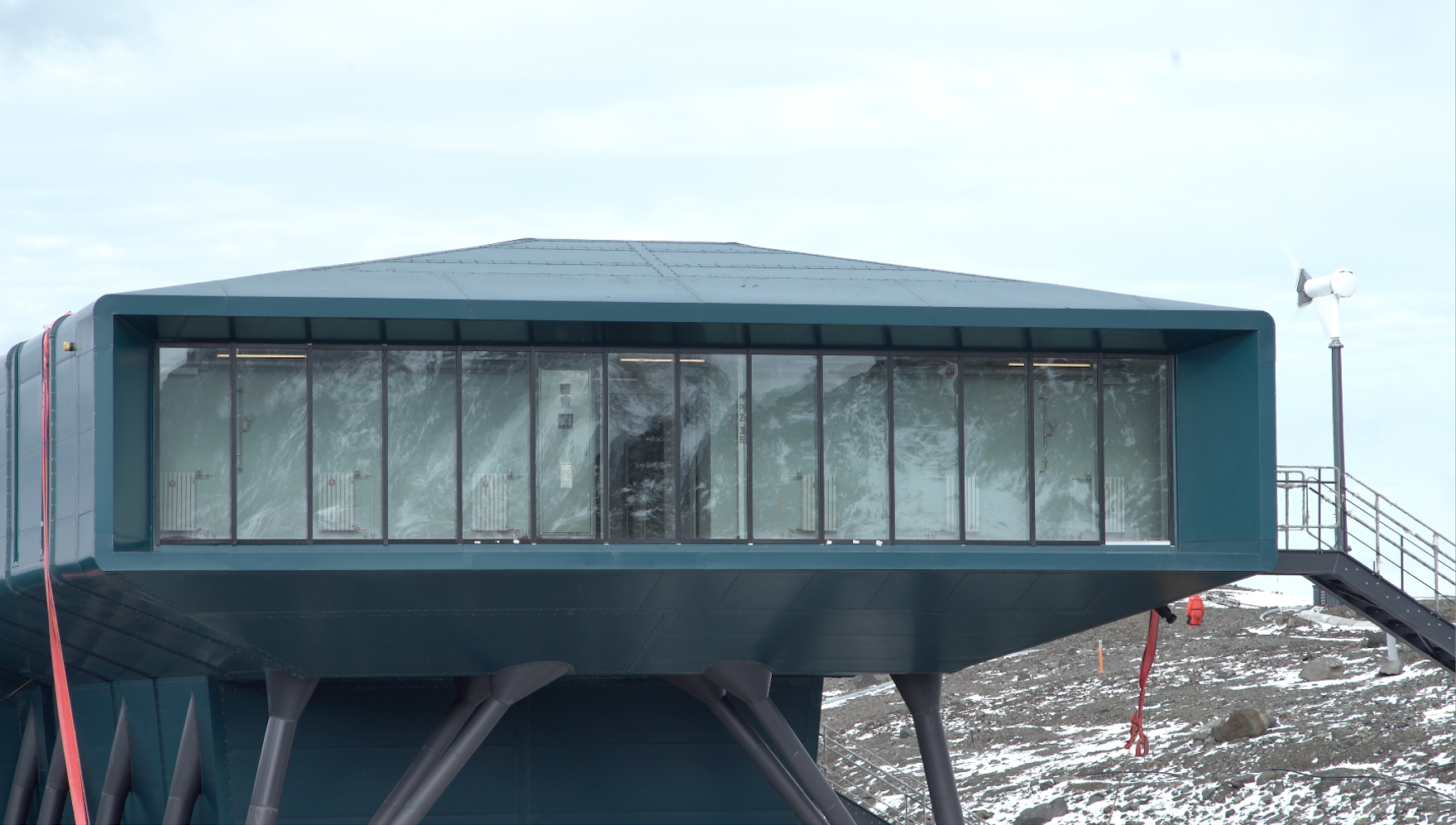
Estação Antártica Cmte. Ferraz, 2019

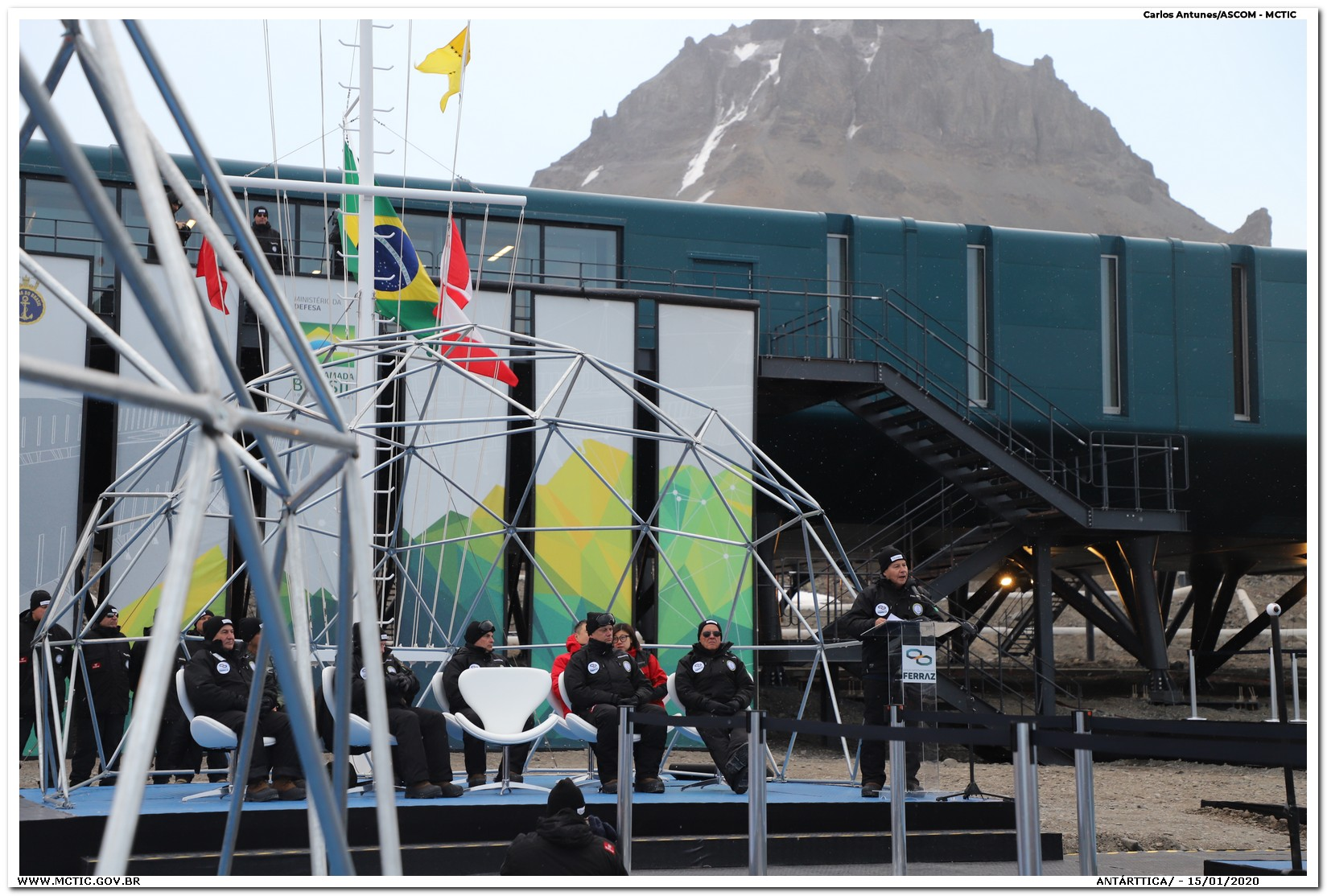
Inauguración de las nuevas instalaciones de Base Comandante Ferraz, 2020

La estación antártica Comandante Ferraz (en portugués: Estação Antártica Comandante Ferraz) es una base permanente (operativa todo el año) de Brasil. Se ubica en las coordenadas geográficas 62°05′0″S 58°23′28″O / -62.08333, -58.39111, en la bahía Almirantazgo, isla Rey Jorge (o 25 de Mayo), de las islas Shetland del Sur. Fue inaugurada el 6 de febrero de 1984. 
La base fue bautizada en honor al comandante de la Marina de Brasil Luís Antônio de Carvalho Ferraz, hidrógrafo y oceanógrafo que visitó la Antártida en dos oportunidades a bordo de barcos británicos. Tuvo un papel decisivo en persuadir al gobierno de su país para desarrollar un programa antártico, y murió repentinamente en 1982 mientras representaba a Brasil en una conferencia oceanográfica en Halifax.
A partir de 1986 la base pasó a ser dotada todo el año por 2 grupos de 8 militares de la Marina de Brasil, 24 investigadores en verano y 5 en invierno. Los grupos de militares se relevaban en períodos de diciembre a marzo. En marzo de 1996 se realizó la primera permanencia continua por 12 meses.
La base contaba inicialmente con 8 módulos, hoy llega a 62, constituida por alojamientos, oficinas, sala de estar, enfermería, almacenes, cocina, lavandería, biblioteca y un pequeño gimnasio. En 1994 se construyó un helipuerto con capacidad de operar helicópteros de porte mediano.
La base Comandante Ferraz está construida en el mismo lugar que la antigua británica "Base G", y las dañadas estructuras de madera de la vieja base contrastan con las brillantes estructuras metálicas verde y anaranjado de la base brasileña, que fue levantada en 1984. Más arriba de la base hay un pequeño cementerio con cinco cruces. Tres son las tumbas de personal del British Antarctic Survey (BAS); la cuarta conmemora a un líder de base del BAS perdido en el mar. La quinta cruz es la tumba de un sargento radio-operador brasileño que murió de un ataque cardíaco en Ferraz en 1990.
En la madrugada del 25 de febrero de 2012 la base fue destruida por un incendio tras una explosión que dejó dos investigadores muertos. Luego de su reconstrucción volvió a operar en marzo de 2014.

## Refugios dependientes de la base
- Refugio Astrónomo Cruls (Refúgio Astrônomo Cruls). Ubicado en las coordenadas 62°14′30″S 058°58′48″O / -62.24167, -58.98000 en la isla Nelson de las Shetland del Sur. El refugio fue inaugurado en enero de 1985 y puede albergar hasta 6 científicos trabajando por un período de 40 días.

- Refugio Emilio Goeldi (Refúgio Emílio Goeldi). Ubicado en las coordenadas 61°05′S 055°20′O / -61.083, -55.333 en la isla Elefante de las Shetland del Sur. El refugio fue inaugurado en 1989 y puede albergar hasta 6 científicos trabajando por un período de 40 días.[2]

Dos refugios de emergencia se encuentran en las inmediaciones de la Base Ferraz en la península Keller. Son denominados Refugio 1 y Refugio 2, y están ubicados inmediatamente al sur y en la costa opuesta de la península al oeste de la base, respectivamente.

### Refugios desactivados
- Refugio Ingeniero Wiltgen (Refúgio Engenheiro Wiltgen). Ubicado en las coordenadas 61°01′S 55°21′O / -61.017, -55.350 en la isla Elefante de las Shetland del Sur. Fue desmontado en la temporada de 1997-1998.[3]

- Refugio Padre Rambo (Refúgio Pe. Balduino Rambo). Ubicado en las coordenadas 62°09′54″S 058°58′4″O / -62.16500, -58.96778, en la península Fildes de la isla Rey Jorge de las Shetland del Sur. El refugio podía albergar hasta 6 científicos trabajando por un período de 40 días. Fue desmantelado en 2004.

## Campamentos
- Campamento Punta Hardy. Se halla a 62°30′S 59°45′O / -62.500, -59.750 en la isla Greenwich de las Shetland del Sur.[4]

- Campamento Punta Harmony. Se hallaba a 62°18′S 59°14′O / -62.300, -59.233 en la isla Nelson de las Shetland del Sur. Fue desmantelado.

## Módulo y estaciones meteorológicas automáticas
- Criósfera 1 (Criosfera 1). Es un módulo autónomo de investigación científica ubicado a 84°00′00″S 79°29′39″O / -84.00000, -79.49417. Fue puesto en servicio permanente el 12 de enero de 2012.[5]

Brasil mantiene dos estaciones meteorológicas automáticas en la Antártida:
- Bisco Islands AWS en las islas Biscoe, fue puesta en funcionamiento el 1 de enero de 2007, y se ubica a 20 m s. n. m. 66°07′58.8″S 66°00′00″O / -66.133000, -66.00000

- Joinville Is AWS en la isla Joinville, fue puesta en funcionamiento el 1 de enero de 2007, y se ubica a 75 m s. n. m. 63°10′58.8″S 55°24′00″O / -63.183000, -55.40000